# X-SAMPA
X-SAMPA (afkorting van Extended Speech Assessment Methods Phonetic Alphabet, wat "uitgebreid fonetisch alfabet voor de weergave van spraak" betekent) is een voor computers leesbaar fonetisch schrift, dat gebaseerd is op SAMPA.
Het schrift werd in 1995 ontwikkeld door John C. Wells, hoogleraar fonetiek aan de Universiteit van Londen. Hij ontwikkelde X-SAMPA als een manier om de SAMPA-alfabetten voor de individuele talen te verenigen en SAMPA zo uit te breiden dat het alle karakters in het Internationaal Fonetisch Alfabet omvatte.